# Decemviri
Decemviri (sing. decemvir) è un termine latino che significa "dieci uomini" e che indica una commissione della Repubblica romana (cfr. Triumviri, tre uomini). 
I differenti tipi di decemvirato includevano:
- la scrittura delle leggi con imperium consolare (legibus scribundis consulari imperio),
- il giudicare sulle liti (litibus iudicandis)
- l'attendere ai sacrifici (sacris faciundis, allargato a quindecemvirato in età repubblicana, Quindecemviri sacris faciundis)
- la distribuzione delle terre (agris dandis adsignandis).

## Decemviri Legibus Scribundis Consulari Imperio
Questo tipo di decemvirato fu istituito per preparare un codice di leggi che definisse i principi dell'ordinamento romano, e comportò per il periodo in cui rimase in carica, la sospensione delle normali magistrature repubblicane.
Il lavoro dei due decemvirati che si succedettero tra il 451 a.C. e il 449 a.C., portò alla stesura delle Leggi delle XII tavole.

## Decemviri Litibus Iudicandis
Questo tipo di decemvirato (denominato anche  decemviri litibus iudicandis ) era una corte civile di antica origine, (attribuita tradizionalmente al re Servio Tullio) che si occupava principalmente di cause riguardanti la condizione degli individui. Originariamente aveva servito come giuria che emetteva un verdetto sotto la presidenza del pretore, ma questi decemviri successivamente divennero una magistratura annuale minore (magistratus minores) della Repubblica, eletti dai Comitia Populi Tributa e facente parte dei Vigintisexviri ("ventisei uomini").
Secondo Svetonio e Cassio Dione durante il principato, Augusto trasferì a questi decemviri la presidenza nelle corti del Centumviri ("cento uomini"). Con la legge imperiale, il decemvirato ebbe giurisdizione nei casi capitali.

## Decemviri Sacris Faciundis
Questo tipo di decemvirato (denominato anche decemviri sacrorum) aveva funzioni religiose ed era stato concesso su pressione della plebe che reclamava una divisione paritaria nell'amministrazione della religione di Stato (cinque decemviri erano plebei, cinque erano patrizi). Furono nominati per la prima volta nel 367 a.C. al posto dei duumviri ("due uomini") patrizi che avevano avuto le responsabilità della cura e della consultazione dei libri Sibillini e della celebrazione dei giochi dedicati ad Apollo. L'appartenenza a questo collegio sacerdotale (collegium) era a vita.
Il collegio fu poi allargato a un quindecemvirato, cioè un collegio di quindici membri, i Quindecemviri sacris faciundis, nell'ultimo secolo della Repubblica, probabilmente da Silla. In seguito Giulio Cesare aggiunse un sedicesimo membro, ma la cosa non ebbe seguito.

## Decemviri Agris Dandis Adsignandis
Questo tipo di decemvirato veniva nominato di tanto in tanto per controllare la distribuzione delle terre pubbliche (ager publicus).